# Анохін Олександр Костянтинович
Олександр Костянтинович Анохін (14 серпня 1882, Дружківка — 1920, Київ) — український лікар, пропагандист спорту, зокрема важкої атлетики, теоретик і тренер. Перший в Києві власник офіційного диплома «Тренер з важкої атлетики» (1908). У 1913 став головою Київського олімпійського комітету. Голова Оргкомітету Олімпіади 1913 в Києві. Організатор турніру важкоатлетів Першої російської олімпіади. Редактор київського спортивного журналу «Краса і сила».

## Біографія
Народився 14 серпня 1882 року в селі Дружківка Бахмутського повіту Катеринославської губернії. У 1910 році закінчив медичний факультет Київського університету Св. Володимира.
З 1906 року викладає гімнастику в Реальному училищі Ф. І. Альдінгера, також лектором на Вищих жіночих курсах професора, доцента А. О. Карницького з гімнастики та фізичних вправ. У 1909-10 рр. викладав в Київському першому комерційному училищі. З 1908 року проводив гімнастику в Київському атлетичному та гімнастичному товаристві. Тренував важкоатлетів у студентському гуртку Київського університету..
Займався лікарською практикою. Захоплювався популярними молодіжними рухами «Сокіл» та скаутами. З 1913 року був редактором київського спортивного журналу «Краса і сила». Це було передове спеціалізоване науково-педагогічне видання: «незалежний орган фізичного виховання з науково-спортивним відділом». Намагався на сторінках журналу розглянути актуальні питання теорії і практики фізичного виховання різних груп населення, розвитку видів спорту.
Був засновником і діяльним керівником скаутської організації в Києві, а також головою Київського спортивного товариства. Київські скаути особливо активно брали участь у роботі громадських та благодійних організацій, допомагали прийому поранених з фронту, замінювали селян, мобілізованих на війну, під час літніх польових робіт. У 1915 році доктором Олександром Анохіним був створений перший в Києві загін герлскаутов — дівчаток-розвідниць. До кінця року в Києві було вже близько 700 розвідників і 150 розвідниць.
Під псевдонімом Б. Росс друкувався в дореволюційній періодиці — журналах «Геркулес», «Сила і здоров'я», «Спорт», «Спортсмен» — зі статтями про фізичну культуру, спорт і олімпійський рух.
Після революції працював в Особливому Відділу XII Червоної Армії, був резидентом ВУЧК в Києві. У 1920 році заарештований Київським ГубЧК. Покінчив життя самогубством.

### Список творів
- Анохин А. К. Естественная система физических упражнений. Русская система гимнастики. //Физическое воспитание и спорт. — 1910.-№ 5.-ст.3-32.
- Анохин А. К. Спорт и пресса. /А. К. Анохин// Русский спорт. — 1912. — № 53-С.16-17
- Анохин А. К. Стадион в Киеве. /А. К. Анохин// Русский спорт. — 1916. — № 48-27 ноября-С.4.